# Luis Gonzaga Oronoz
Luis Gonzaga Oronoz fou un frare franciscà mexicà que, establert a Barcelona, durant el Trienni Liberal formà part dels anomenats "exaltats". Presidí la Societat Patriòtica Barcinonense dels Bons Amics i fou detingut arran del complot republicà de Bessières, el juliol del 1821, si bé fou alliberat per manca de proves. S'exclaustrà i procurà que també s'exclaustressin altres frares, fet que li valgué plets amb el bisbe de Barcelona i amb el governador de la Mitra.